# Divisiones Regionales de la Región de Murcia 2002-03
Las divisiones regionales de fútbol son las categorías de competición futbolística de más bajo nivel en España, en las que participan deportistas amateur, no profesionales. En La Región de Murcia su administración corre a cargo de las Real Federación de Fútbol de la Región de Murcia. Inmediatamente por encima de estas categorías estaba la Tercera División española.
En la temporada 2002-2003 las divisiones regionales se dividen en Territorial Preferente y Primera Territorial. Los tres primeros clasificados de Territorial Preferente ascendieron directamente al grupo XIII de Tercera División, aunque hubo un ascenso más por compensación de plazas.

## Territorial Prefente

### Clasificación
|  |     | Equipos de fútbol         | PJ | Pts | G  | E  | P  | GF | GC  | Dif |
|  | --- | ------------------------- | -- | --- | -- | -- | -- | -- | --- | --- |
|  | 1.  | CD Dolores                | 38 | 84  | 27 | 3  | 8  | 70 | 21  | +49 |
|  | 2.  | Muleño CF                 | 38 | 83  | 26 | 5  | 7  | 85 | 37  | +48 |
|  | 3.  | UD Horadada               | 38 | 81  | 24 | 9  | 5  | 70 | 33  | +37 |
|  | 4.  | CD Balsicas               | 38 | 80  | 23 | 11 | 4  | 96 | 31  | +65 |
|  | 5.  | Orihuela CF B             | 38 | 79  | 25 | 4  | 9  | 80 | 51  | +29 |
|  | 6.  | AD Ceutí Atlético         | 38 | 64  | 20 | 4  | 14 | 70 | 41  | +29 |
|  | 7.  | EF San Ginés              | 38 | 64  | 18 | 10 | 10 | 54 | 41  | +13 |
|  | 8.  | Cartagonova CF B          | 38 | 63  | 18 | 9  | 11 | 57 | 47  | +10 |
|  | 9.  | CF Santomera              | 38 | 50  | 13 | 11 | 14 | 63 | 56  | +7  |
|  | 10. | CD Cieza                  | 38 | 50  | 15 | 5  | 18 | 69 | 64  | +5  |
|  | 11. | AD Cehegín Atlético       | 38 | 48  | 14 | 6  | 18 | 47 | 68  | -21 |
|  | 12. | CD La Unión               | 38 | 48  | 13 | 9  | 16 | 52 | 53  | -1  |
|  | 13. | FC El Raal                | 38 | 47  | 14 | 5  | 19 | 58 | 70  | -12 |
|  | 14. | ED Javalí Viejo - La Ñora | 38 | 47  | 14 | 5  | 19 | 67 | 87  | -20 |
|  | 15. | Deportiva Minera          | 38 | 46  | 13 | 7  | 18 | 78 | 73  | +5  |
|  | 16. | CD Pozo Estrecho          | 38 | 40  | 11 | 7  | 20 | 52 | 73  | -21 |
|  | 17. | CD Alquerías              | 38 | 37  | 9  | 10 | 19 | 52 | 88  | -36 |
|  | 18. | Moratalla CF              | 38 | 33  | 8  | 9  | 21 | 54 | 88  | -34 |
|  | 19. | EF Zeneta                 | 38 | 15  | 3  | 6  | 29 | 35 | 107 | -72 |
|  | 20. | FB Yecla                  | 38 | 11  | 2  | 5  | 31 | 23 | 103 | -80 |

Pts = Puntos; PJ = Partidos Jugados; G = Partidos Ganados; E = Partidos Empatados; P = Partidos Perdidos; GF = Goles Anotados; GC = Goles Recibidos; Dif = Diferencia de gol
|  | Asciende a Tercera División     |
|  | Desciende a Primera Territorial |

## Primera Territorial

### Clasificación
|  |     | Equipos de fútbol        | PJ | Pts | G  | E  | P  | GF | GC  | Dif |
|  | --- | ------------------------ | -- | --- | -- | -- | -- | -- | --- | --- |
|  | 1.  | CF Ciudad de Murcia B    | 32 | 75  | 23 | 6  | 3  | 88 | 24  | +64 |
|  | 2.  | Nueva Vanguardia CF      | 32 | 73  | 23 | 4  | 5  | 88 | 25  | +63 |
|  | 3.  | EF Torre Pacheco         | 32 | 60  | 19 | 3  | 10 | 66 | 51  | +15 |
|  | 4.  | UD Ciudad de Hellín      | 32 | 58  | 18 | 4  | 10 | 71 | 41  | +30 |
|  | 5.  | CD Plus Ultra            | 32 | 58  | 16 | 10 | 6  | 61 | 31  | +30 |
|  | 6.  | EMF Fortuna              | 32 | 50  | 15 | 5  | 12 | 51 | 31  | +20 |
|  | 7.  | UD Paretón               | 32 | 50  | 15 | 5  | 12 | 53 | 50  | +3  |
|  | 8.  | CD Caudete               | 32 | 47  | 13 | 8  | 11 | 60 | 43  | +17 |
|  | 9.  | AD Vista Alegre          | 32 | 47  | 15 | 2  | 15 | 71 | 57  | +14 |
|  | 10. | Atlético Pulpileño       | 32 | 46  | 13 | 7  | 12 | 54 | 53  | +1  |
|  | 11. | AD Los Alcázares         | 32 | 39  | 12 | 3  | 17 | 40 | 71  | -31 |
|  | 12. | Universidad de Murcia CF | 32 | 37  | 9  | 10 | 13 | 56 | 67  | -11 |
|  | 13. | Cartagena FC             | 32 | 36  | 9  | 9  | 14 | 47 | 54  | -7  |
|  | 14. | Peña Madridista Caravaca | 32 | 35  | 10 | 5  | 17 | 44 | 63  | -19 |
|  | 15. | Playas Percheles         | 32 | 25  | 7  | 4  | 21 | 29 | 89  | -60 |
|  | 16. | CD Puebla de Soto        | 32 | 20  | 4  | 8  | 20 | 40 | 77  | -37 |
|  | 17. | Muleño CF B              | 32 | 12  | 3  | 3  | 26 | 31 | 123 | -92 |
|  | 18. | Ciudad de Yecla CF       | 0  | 0   | 0  | 0  | 0  | 0  | 0   | 0   |

Pts = Puntos; PJ = Partidos Jugados; G = Partidos Ganados; E = Partidos Empatados; P = Partidos Perdidos; GF = Goles Anotados; GC = Goles Recibidos; Dif = Diferencia de gol
|  | Asciende a Territorial Preferente |